# Oligosoma macgregori
Espèce
Synonymes
- Leiolopisma macgregori Robb, 1975
- Cyclodina macgregori (Robb, 1975)

Statut de conservation UICN

 VU D2 : Vulnérable
Oligosoma macgregori est une espèce de sauriens de la famille des Scincidae.

## Répartition
Cette espèce est endémique de l'île du Nord en Nouvelle-Zélande.

## Publication originale
- Robb, 1975 : Two new skinks of the genus Leiolopisma from New Zealand. Proceedings of the Koninklijke Nederlandse Akademie van Wetenschappe (sect. C), vol. 78, no 5, p. 477-483.